# Holden VQ
De Holden VQ was de serie met luxesedans van het Australische automerk Holden van 1990 tot 1994. Met deze VQ-serie kwam Holden terug op de luxemarkt na een afwezigheid van vijf jaar na het einde van de voorgaande Holden WB-serie. Ook waren de Holden Statesman en - Caprice uit deze serie de eersten die gebaseerd waren op de Commodore, en wel die uit de VN-serie. De Series II-update, die in 1992 geïntroduceerd werd, was gebaseerd op de volgende Commodore uit de VP-serie. Vlak voor het einde van de VQ-serie kregen de Statesman en de Caprice in 1993 nog een kleine facelift.

## Geschiedenis
Na het uitfaseren van de Holden WB-serie, die de bestelwagen- en luxemodellen van Holden bevatte na de introductie van de kleinere Holden VB Commodore-serie, had Holden geen groter platform meer voor dergelijke voertuigen en verdween het merk uit de luxemarkt. Ook modellen als de Holden Ute werden niet meer gebouwd. In de tweede helft van de jaren 1980 was Ford Australië de enige Australische autobouwer die luxevoertuigen produceerde.
Holden ontwikkelde een nieuwe Statesman en een Caprice op basis van de Holden VN Commodore in de aparte VQ-serie. Beide luxemodellen herintroduceerden het merk in 1990 op de Australische luxemarkt. Ook op de markt voor bedrijfsvoertuigen kwam het merk weer terug met de VG-serie die in datzelfde jaar uitkwam. De Statesman/Caprice was groter dan de Commodore en het uiterlijk was aangepast. Toch kregen de modellen de kritiek te veel op de Commodore te lijken. Daarom zorgde Holden ervoor dat de opvolger, de VR Statesman/Caprice er uniek uitzag tegenover de VR Commodore.

## Modellen
- Mrt 1990: Holden Statesman Sedan
- Mrt 1990: Holden Caprice Sedan
- Dec 1991: Holden VQ ~ Series II